# Porta del Carmine

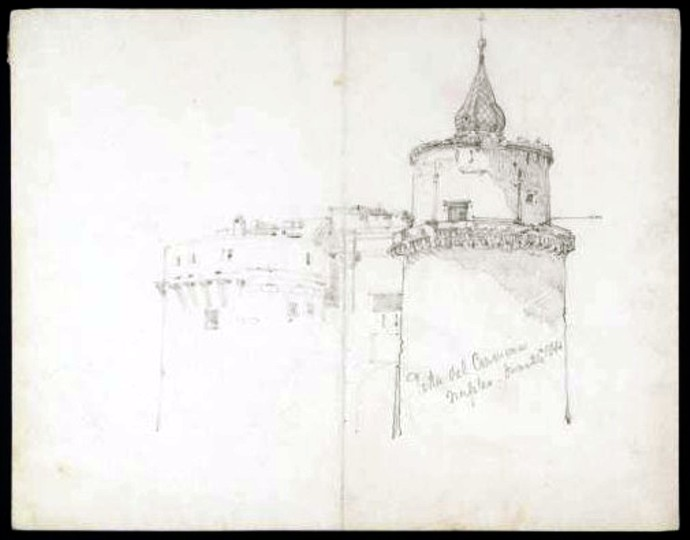
Disegno ottocentesco della porta

La Porta del Carmine (detta anticamente Portanova poi detta anche porta del Mercato) era un'antica porta della città di Napoli, edificata nel 1484 e demolita nel 1862 (altre fonti parlano del 1864).
Da non confondere con il vado del Carmine, ancora oggi presente in via Marina, la porta sorgeva presso piazza Guglielmo Pepe all'inizio di via del Carmine.

## Storia e descrizione

### Portanova
Notizie certe su una porta nova si trovano dall'alto Medioevo, quando le mura sudorientali arrivavano fino all'attuale via Duomo e piazza Mercato non era ancora inclusa nel circuito difensivo.
Al tempo dei greci c'era una porta meridionale che per via della posizione vicina al litorale di allora fu definita porta di mare. In seguito all'ampliamento delle mura la porta fu spostata e si disse porta nova.
Secondo le ricostruzioni di Bartolommeo Capasso e la descrizione delle mura di Ludovico de la Ville Sur-Yllon in Napoli nobilissima riguardo alle mura altomedievali, la nuova porta sorgeva presso il monastero di Sant'Arcangelo degli Armieri (non più in attività ai tempi del Risanamento quando le ultime tracce dell'antico complesso, cioè la chiesa, furono abbattute) e per questo detta anche porta dei monaci. La porta, posta in direzione ovest-est, era nei pressi del sedile di Portanova, il cui nome deriva proprio da questo accesso alla città.
La porta subì uno spostamento verso est sotto Carlo d'Angiò; essa era collocata allo sbocco della zona detta lavinaio (così chiamata per la massa d'acqua che normalmente invadeva la strada), nei pressi del campo del moricino, sede del mercato sin dall'età angioina. Si trovano per questa nuova porta vari nomi: l'antico porta nova, porta del mercato oppure porta del moricino (toponimi spiegabili perché sorgeva presso il campo del moricino divenuto nuova sede del mercato).

### La nuova locazione
Un ulteriore spostamento verso est avvenne in epoca aragonese, quando la nuova porta fu fatta erigere nel 1484, anno in cui si diede il via alla costruzione delle nuove mura aragonesi per volere di Don Ferrante. La porta, sorta presso la chiesa del Carmine, ebbe un nuovo nome: porta del Carmine, con cui la si indicherà fino alla sua demolizione.
Le decorazioni fatte apporre sulla costruzione (stemmi aragonesi con bassorilievo in marmo raffigurante un guerriero a cavallo), rimandava ad altre due porte napoletane, la Porta Nolana e la Porta Capuana.
Un'iscrizione originaria in ricordo del Duca di Calabria venne sostituita con una che ricordava il ritorno a Napoli di Ferdinando II (detto Ferrandino), passato vittorioso, proprio attraverso la porta il 7 luglio 1495.
L'epigrafe così recitava:
Vi erano due torri che cingevano il fornice, chiamate Fedelissima e Vittoria e quella destra fu annessa alla struttura del Forte del Carmine. Un affresco di Mattia Preti ornava la porta, con raffigurazione della peste (definita la più cruenta e terrificante tra quelle eseguite dall'artista sulle porte cittadine) e la Vergine con i santi e la Gloria degli angeli.
Il bassorilievo è oggi conservato al Museo di San Martino, così come pure l'epigrafe collocata sul lato posteriore della costruzione su cui era scritto:
Tale epigrafe era dedicata a San Gaetano Thiene, ivi posta nel 1658 per l'intercessione contro l'epidemia di peste di due anni prima. Al di sopra di essa nel contempo fu applicato il busto che lo raffigurava. Entrambi erano visibili sul lato posteriore della porta, verso la piazza del Carmine.